# Chrotomys
Chrotomys es un género de roedores miomorfos de la familia Muridae. Son endémicos de Filipinas.

## Especies
Se reconocen las siguientes:
- Chrotomys gonzalesi Rickart & Heaney, 1991
- Chrotomys mindorensis Kellogg, 1945
- Chrotomys sibuyanensis Rickart et al., 2005
- Chrotomys silaceus Thomas, 1895
- Chrotomys whiteheadi Thomas, 1895